# 施塔默貝格山
47°39′01″N 8°48′35″E / 47.6504°N 8.809694°E

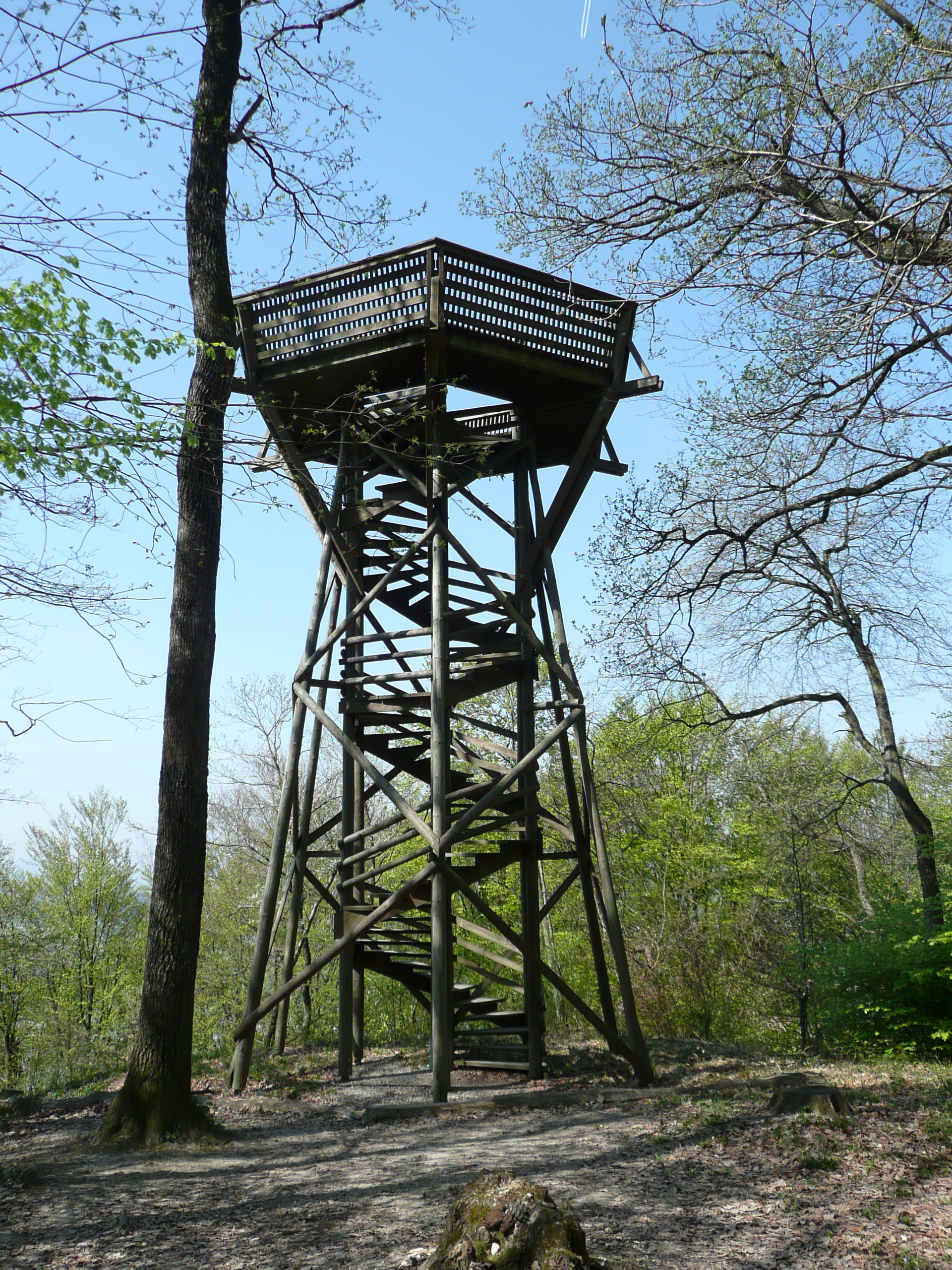

施塔默貝格山（Stammerberg），是瑞士的山峰，位於該國北部，由蘇黎世州負責管轄，處於蘇黎世州和圖爾高州接壤的邊界，該山峰海拔高度639米。